# Entecavir
Entecavir (ETV), được bán dưới tên thương hiệu là Baraclude Lưu trữ ngày 5 tháng 3 năm 2022 tại Wayback Machine, là một loại thuốc kháng virus được sử dụng trong điều trị nhiễm virus viêm gan B (HBV). Ở những người đang sử dụng cả thuốc kháng virus HIV/AIDS và HBV cũng nên được dùng thêm thuốc này. Entecavir được uống dưới dạng viên nén hoặc ở dạng dung dịch.
Các tác dụng phụ thường gặp có thể kể đến như đau đầu, buồn nôn, đường huyết cao và suy giảm chức năng thận. Tác dụng phụ nghiêm trọng có thể có như tăng thể tích gan, nồng độ lactate trong máu cao và viêm gan nếu ngừng thuốc. Mặc dù dường như không có hại gì nếu sử dụng thuốc trong khi đang mang thai, vấn đề này vẫn chưa được nghiên cứu kỹ. Entecavir được xếp nằm trong nhóm thuốc ức chế enzyme phiên mã ngược nucleoside (NRTI). Chúng ngăn chặn virus viêm gan B nhân lên bằng cách ngăn chặn quá trình phiên mã ngược.
Entecavir đã được phê duyệt để sử dụng vào năm 2005. Nó nằm trong danh sách các thuốc thiết yếu của Tổ chức Y tế Thế giới, tức là nhóm các loại thuốc hiệu quả và an toàn nhất cần thiết trong một hệ thống y tế. Tại Hoa Kỳ cho đến năm 2015, nó không có sẵn dưới dạng thuốc gốc. Giá bán buôn là khoảng 392 USD cho một nguồn cung tháng điển hình vào năm 2016 tại Hoa Kỳ.